# (10847) Koch
(10847) Koch (1995 AV4) – planetoida z pasa głównego asteroid okrążająca Słońce w ciągu 5,16 lat w średniej odległości 2,98 j.a. Odkryta 5 stycznia 1995 roku.